# Nina Behrendt

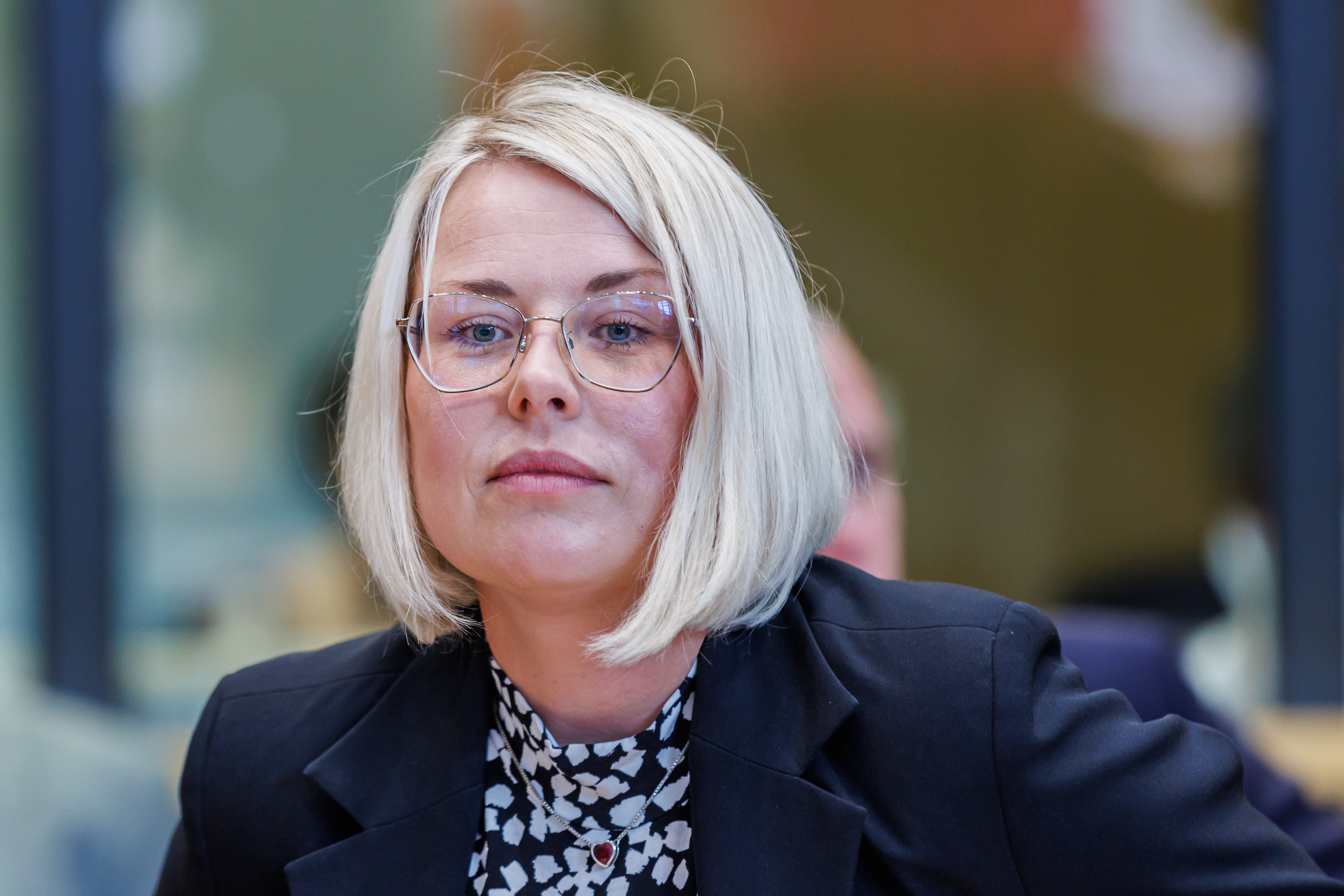
Behrendt (2024)

Nina Behrendt (* 1983 in Erfurt) ist eine deutsche Wirtschaftsfachwirtin und Politikerin (BSW). Seit 2024 ist sie Mitglied des 8. Thüringer Landtages.

## Leben und Beruf
Nina Behrendt ist Wirtschaftsfachwirtin und arbeitete über 25 Jahre im öffentlichen Dienst, unter anderem in der Kundenbetreuung bei den Stadtwerken Erfurt.

## Politik
Bis 2024 war Nina Behrendt nicht politisch aktiv. 2024 trat sie dem neu gegründeten Bündnis Sahra Wagenknecht bei und zog bei der Landtagswahl in Thüringen 2024 über den 11. Platz der Landesliste in den 8. Thüringer Landtag ein.
Nina Behrendt ist zudem Beisitzerin im Landesvorstand des BSW Thüringen.